# 三愛健康集團
三愛健康産業集團有限公司, 原稱武夷國際藥業有限公司，簡稱武夷國際藥業，以及武夷藥業（英語：Wuyi International Pharmaceutical Company Limited，港交所：1889），在2000年，由林慶平（總裁）、林歐文（董事長）等人創立，名為「福州三愛藥業有限公司」。
現時業務在中國內地經營製造、營銷和銷售品牌處方、非處方西藥和中成藥產品。包括中成藥注射液等。而主要品牌為「三愛」，其次是「滿白山」、「愛宏」、「奈德」等。招股價為1.8港元，發行股份為445,150,000股，而集資額為8億港元，當中主要股東策略包括：蘭馨亞洲投資基金（Orchid Asia III, L.P.）、Pope Investments LLC等。而股份則在2007年2月1日於香港交易所主板上市。
總部位於中國福建省福州市廣達路68號金源廣場東區23層，以及香港灣仔港灣道18號中環廣場2805室。

## 歷史
2016年9月27日, 集團主要股東林慶平及Orient Day向獨立第三方陳成慶分別出售12.42%及6.07%所持有集團已發行的股份，涉及2.8億股及1.36億股股份。之後，林慶平及Orient Day不再持有集團任何股份,陳成慶則成為主要股東。
2016年10月17日，集團單一最大股東兼主席林歐文,向獨立第三方售出林持有的4.47億股，相等於股本19.82%。之後，林不再持有集團任何股份，亦不再是單一最大股東及主要股東。
武夷國際藥業在2017年11月公告集團改名為三愛健康集團。

## 財務、業績
集團在2017年10月公佈, 配售最多4.51億股，佔現有已發行股本18%，配售價為0.24港元，較收市價折讓約18%，淨集資約1.04億港元，作為集團營運資金之用及為集團未來擴大業務的機會提供資金。
集團在2018年4月公佈2017年全年業績, 虧損人民幣11.52億元，相對上年同期為蝕人民幣3.96億元。

## 連結
- 三愛健康産業官網（页面存档备份，存于）